# Paraortygoides
Paraortygoides — вимерлий рід куроподібних птахів родини Gallinuloididae. Ці птахи існували у еоцені на території Європи. Paraortygoides належить до групи птахів, що є базальною відносно інших представників ряду куроподібні. Типовий вид — Paraortygoides messelensis, описаний по рештках знайдених у еоценових відкладеннях у кар'єрі Мессель у Німеччині. Інший вид знайдений у формуванні Лондон Клей в Англії.

## Класифікація
Рід містить два види:
- Paraortygoides messelensis, Mayr, 2000
- Paraortygoides radagasti, Dyke and Gulas, 2002